# Cosmocampus heraldi
Cosmocampus heraldi är en fiskart som först beskrevs av Fritzsche 1980.  Cosmocampus heraldi ingår i släktet Cosmocampus och familjen kantnålsfiskar. Inga underarter finns listade i Catalogue of Life.